# Zarià (Stàvropol)
|  | Per a altres significats, vegeu «Zarià». |

Zarià (en rus: Заря) és un poble (un possiólok) del krai de Stàvropol, a Rússia, que en el cens del 2010 tenia 1.560 habitants. Pertany al districte rural de Levokúmskoie.